# Siopla derance
Siopla derance là một loài bướm đêm trong họ Geometridae.